# Арбузовка (Ростовская область)
Арбу́зовка — хутор в Чертковском районе Ростовской области.
Входит в состав Алексеево-Лозовского сельского поселения.

## Население
| 2010 |
| ---- |
| 131  |

## Улицы
| - ул. Боковская, - ул. Лисичкина, - ул. Набережная, | - ул. Октябрьская, - ул. Садовая, - пер. Степной. |